# オリエンタルアート
オリエンタルアート (英: Oriental Art) は日本（中央競馬）の競走馬、繁殖牝馬。競走馬としては2000年から2002年まで計23戦し3勝を挙げた。その後繁殖牝馬となり、ステイゴールドとの交配によってGI3勝を挙げたドリームジャーニー、2011年の牡馬クラシック三冠馬・オルフェーヴル兄弟を産んだ。

## 競走馬時代
2000年2月、中央競馬の新馬戦（旧4歳）でデビューし3着に敗れるが、2戦目に単勝1番人気に応えて勝ちあがる。2000年12月には条件戦の500万円以下、2001年1月には900万円以下の競走にも優勝した。その後は一度だけ2着になったことがあるが、さらなる勝ち星を挙げられないまま、2002年7月のレースを最後に引退した。
勝利したレースはすべてダート戦であり、池添謙一が騎乗していた。重賞にも3度挑戦したが（すべて芝のレース）、すべて二桁着順に敗れている。なお、池添は、息子のドリームジャーニー、オルフェーヴルでともにGIを制しており、調教助手はのちにドリームジャーニーも担当した人物である。

## 競走成績
以下の内容は、netkeiba.comおよびJBISサーチに基づく。
| 年月日     | 競馬場 | 競走名        | 格   | 距離（馬場）  | 頭 数 | 枠 番 | 馬 番 | オッズ（人気） | 着順 | タイム （上り3F） | 着差 | 騎手         | 斤量 (kg) | 勝ち馬/（2着馬）       |
| ---------- | ------ | ------------- | ---- | ------------- | ----- | ----- | ----- | -------------- | ---- | ----------------- | ---- | ------------ | --------- | ---------------------- |
| 2000.02.26 | 阪神   | 4歳新馬       |      | ダ1800m（良） | 8     | 4     | 4     | 36.7（6人）    | 3着  | 1:58.2 (40.8)     | -0.4 | S.サンダース | 53        | トウカイデンヒル       |
| 0000.03.18 | 阪神   | 4歳新馬       |      | ダ1800m（稍） | 11    | 5     | 5     | 02.6（1人）    | 1着  | 1:56.2 (38.5)     | -0.7 | 池添謙一     | 52        | （シルバーベル）       |
| 0000.04.08 | 阪神   | 忘れな草賞    | OP   | 芝2000m（良） | 16    | 5     | 10    | 22.9（7人）    | 13着 | 2:03.7 (38.5)     | -2.3 | 池添謙一     | 54        | グランパドドゥ         |
| 0000.05.06 | 京都   | 4歳500万下    |      | ダ1800m（良） | 13    | 6     | 9     | 31.7（6人）    | 8着  | 1:55.7 (40.2)     | -2.4 | 池添謙一     | 52        | タマモドン             |
| 0000.05.21 | 中京   | 4歳500万下    |      | ダ1700m（稍） | 16    | 2     | 3     | 33.4（8人）    | 11着 | 1:49.9 (39.5)     | -2.3 | 池添謙一     | 52        | ビジネスチャンス       |
| 0000.06.18 | 阪神   | 4歳上500万下  |      | ダ1800m（重） | 12    | 3     | 3     | 66.8（9人）    | 9着  | 1:53.3 (38.3)     | -1.5 | 池添謙一     | 52        | ウインマーベラス       |
| 0000.07.02 | 阪神   | 4歳上500万下  |      | ダ1800m（良） | 12    | 6     | 7     | 21.0（8人）    | 10着 | 1:56.2 (40.4)     | -2.0 | 池添謙一     | 52        | スマイルホープ         |
| 0000.12.02 | 阪神   | 4歳上500万下  |      | ダ1800m（良） | 11    | 6     | 6     | 36.4（8人）    | 1着  | 1:55.3 (38.3)     | -0.2 | 池添謙一     | 53        | （シルクフォレスター） |
| 0000.12.24 | 阪神   | 4歳上900万下  |      | ダ1400m（良） | 13    | 5     | 7     | 113.8（11人）  | 6着  | 1:25.8 (39.0)     | -0.7 | 池添謙一     | 53        | ワンモアアリュール     |
| 2001.01.14 | 京都   | 4歳上900万下  |      | ダ1400m（良） | 14    | 6     | 9     | 30.8（8人）    | 1着  | 1:25.2 (37.9)     | -0.0 | 池添謙一     | 54        | （ゼンノドライバー）   |
| 0000.01.28 | 京都   | 京都牝馬S     | GIII | 芝1600m（稍） | 16    | 2     | 3     | 122.4（16人）  | 10着 | 1:35.6 (34.5)     | -0.4 | 秋山真一郎   | 52        | グレイスナムラ         |
| 0000.03.10 | 中山   | 中山牝馬S     | GIII | 芝1800m（良） | 16    | 3     | 6     | 028.7（10人）  | 11着 | 1:50.4 (37.5)     | -0.9 | 嘉藤貴行     | 49        | エイシンルーデンス     |
| 0000.03.31 | 阪神   | 道頓堀S       | 1600 | 芝1600m（良） | 16    | 8     | 16    | 043.8（11人）  | 13着 | 1:35.5 (37.0)     | -1.1 | 池添謙一     | 54        | タイキポーラ           |
| 0000.04.29 | 福島   | みちのくS     | 1600 | ダ1700m（良） | 13    | 5     | 6     | 033.5（9人）   | 12着 | 1:47.9 (39.1)     | -2.7 | 橋本美純     | 54        | アッミラーレ           |
| 0000.05.12 | 京都   | 洛陽S         | 1600 | 芝1400m（良） | 12    | 5     | 5     | 047.4（10人）  | 7着  | 1:20.8 (33.9)     | -0.5 | 池添謙一     | 51        | キングオブサンデー     |
| 0000.06.02 | 中京   | 愛知杯        | GIII | 芝2000m（良） | 15    | 7     | 12    | 044.9（11人）  | 13着 | 2:02.0 (37.0)     | -2.2 | 酒井学       | 49        | グランドシンザン       |
| 0000.06.10 | 中京   | タイランドC   | 1600 | 芝1800m（良） | 10    | 7     | 8     | 120.3（9人）   | 2着  | 1:49.8 (35.2)     | -0.1 | 田島信行     | 55        | フサイチユーキャン     |
| 0000.08.11 | 札幌   | 大倉山特別    | 1000 | 芝1800m（良） | 14    | 3     | 3     | 019.4（7人）   | 10着 | 1:49.8 (36.3)     | -1.4 | 加藤和宏     | 55        | ハッピーマキシマム     |
| 0000.12.09 | 阪神   | 3歳上1000万下 |      | ダ1400m（良） | 15    | 3     | 4     | 027.9（7人）   | 10着 | 1:26.0 (38.6)     | -1.4 | 田島信行     | 55        | ロングカイソウ         |
| 2002.01.20 | 京都   | 4歳上1000万下 |      | ダ1400m（良） | 14    | 3     | 3     | 026.7（11人）  | 10着 | 1:26.1 (39.1)     | -1.7 | 田島信行     | 55        | フォーティエース       |
| 0000.02.17 | 京都   | 4歳上1000万下 |      | ダ1200m（良） | 16    | 4     | 8     | 019.0（8人）   | 7着  | 1:13.1 (37.4)     | -1.4 | 田島信行     | 55        | イズミナイナー         |
| 0000.06.15 | 阪神   | 水無月特別    | 1000 | ダ1200m（良） | 16    | 5     | 9     | 109.1（15人）  | 14着 | 1:13.9 (38.2)     | -1.8 | 橋本美純     | 55        | ネオマックイーン       |
| 0000.07.07 | 阪神   | 加古川特別    | 1000 | ダ1800m（良） | 16    | 1     | 2     | 091.3（12人）  | 11着 | 1:54.1 (39.6)     | -1.3 | 石橋守       | 55        | シーアドニス           |

## 繁殖馬時代
競走馬引退後は生まれ故郷の白老ファームで繁殖牝馬となる。
ステイゴールドとの相性が良く、春秋グランプリなどに勝利したドリームジャーニー、2011年のクラシック三冠馬のオルフェーヴルと2頭のGI馬を輩出している。
中央競馬における産駒のGI勝ち数は9勝（ドリームジャーニー3勝、オルフェーヴル6勝）であり、これはダイワメジャー・ダイワスカーレットを輩出したスカーレットブーケや、アーモンドアイを輩出したフサイチパンドラと並ぶ最多記録である。2015年3月現在、出産した8頭中7頭の産駒が中央競馬で勝ちあがっている（以下の「繁殖成績」も参照）。
2015年3月7日、第11子となる牝駒を出産の3日後、子宮穿孔による腹膜炎のため死亡。なお、最良の配合相手であったステイゴールドも同年2月5日に死亡している。

### 繁殖成績
|    | 馬名               | 生年 | 毛色 | 父                 | 性 | 厩舎                           | 馬主               | 戦績 | 備考     | 出典   |
| -- | ------------------ | ---- | ---- | ------------------ | -- | ------------------------------ | ------------------ | --- | -------- | ------ |
| 1  | ドリームジャーニー | 2004 | 鹿毛 | ステイゴールド     | 牡 | 栗東・池江泰寿                 | サンデーレーシング | 31戦9勝 (G1) 朝日杯FS、宝塚記念、有馬記念 (G2) 神戸新聞杯、大阪杯 (G3) 小倉記念、朝日チャレンジC                              | 種牡馬   | [ 7 ]  |
| 2  | アルスノヴァ       | 2005 | 鹿毛 | ダンスインザダーク | 牝 | 栗東・池江泰寿                 | 社台レースホース   | 3戦2勝 | 繁殖牝馬 | [ 14 ] |
| 3  | グッドルッキング   | 2006 | 芦毛 | クロフネ           | 牝 | 栗東・野村彰彦                 | 長谷川光司         | 29戦3勝 | 繁殖牝馬 | [ 15 ] |
| 4  | ジャポニズム       | 2007 | 鹿毛 | ネオユニヴァース   | 騸 | 栗東・池江泰寿 →美浦・金成貴史 | サンデーレーシング | 23戦2勝 | （引退） | [ 17 ] |
| 5  | オルフェーヴル     | 2008 | 栗毛 | ステイゴールド     | 牡 | 栗東・池江泰寿                 | サンデーレーシング | 21戦12勝 (G1) 皐月賞、東京優駿、菊花賞、 有馬記念2回、宝塚記念 (G2) スプリングS、神戸新聞杯、 フォワ賞（フランス）2回、大阪杯 | 種牡馬   | [ 8 ]  |
| 6  | マトゥラー         | 2009 | 鹿毛 | ディープインパクト | 牝 | 栗東・池江泰寿                 | サンデーレーシング | 2戦0勝 | 繁殖牝馬 | [ 18 ] |
| 7  | リヤンドファミユ   | 2010 | 鹿毛 | ステイゴールド     | 牡 | 栗東・池江泰寿                 | サンデーレーシング | 19戦4勝 | 種牡馬   | [ 19 ] |
| 8  | アッシュゴールド   | 2012 | 栗毛 | ステイゴールド     | 騸 | 栗東・池江泰寿                 | 社台レースホース   | 21戦1勝 | （引退） | [ 20 ] |
| 9  | エストソルシエール | 2013 | 鹿毛 | ステイゴールド     | 牝 | 栗東・池江泰寿                 | G1レーシング       | 未出走 | 死亡     | [ 22 ] |
| 10 | オルファン         | 2014 | 鹿毛 | ステイゴールド     | 牝 | 栗東・池江泰寿                 | サンデーレーシング | 2戦0勝 | 繁殖牝馬 | [ 23 ] |
| 11 | デルニエオール     | 2015 | 栗毛 | ステイゴールド     | 牝 | 栗東・池江泰寿                 | サンデーレーシング | 16戦2勝 | 繁殖牝馬 | [ 24 ] |

## 血統表
| オリエンタルアートの血統        | オリエンタルアートの血統                                | オリエンタルアートの血統     | （血統表の出典）             | （血統表の出典） |
| 父系                            | パーソロン系                                            | パーソロン系                 | パーソロン系                 | [ § 2 ]          |
| 父 メジロマックイーン 1987 芦毛 | 父の父メジロティターン 1978 芦毛                        | メジロアサマ                 | *パーソロン                  | *パーソロン      |
| 父 メジロマックイーン 1987 芦毛 | 父の父メジロティターン 1978 芦毛                        | メジロアサマ                 | *スヰート                    |                  |
| 父 メジロマックイーン 1987 芦毛 | 父の父メジロティターン 1978 芦毛                        | *シェリル Cheryl             | *スノッブ                    | *スノッブ        |
| 父 メジロマックイーン 1987 芦毛 | 父の父メジロティターン 1978 芦毛                        | *シェリル Cheryl             | Chanel                       |                  |
| 父 メジロマックイーン 1987 芦毛 | 父の母メジロオーロラ 1978 栗毛                          | *リマンド Remand             | Alcide                       | Alcide           |
| 父 メジロマックイーン 1987 芦毛 | 父の母メジロオーロラ 1978 栗毛                          | *リマンド Remand             | Admonish                     |                  |
| 父 メジロマックイーン 1987 芦毛 | 父の母メジロオーロラ 1978 栗毛                          | メジロアイリス               | *ヒンドスタン                | *ヒンドスタン    |
| 父 メジロマックイーン 1987 芦毛 | 父の母メジロオーロラ 1978 栗毛                          | メジロアイリス               | アサマユリ                   |                  |
| 母 エレクトロアート 1986 栗毛   | 母の父*ノーザンテースト Northern Taste 1971 栗毛        | Northern Dancer              | Nearctic                     | Nearctic         |
| 母 エレクトロアート 1986 栗毛   | 母の父*ノーザンテースト Northern Taste 1971 栗毛        | Northern Dancer              | Natalma                      |                  |
| 母 エレクトロアート 1986 栗毛   | 母の父*ノーザンテースト Northern Taste 1971 栗毛        | Lady Victoria                | Victoria Park                | Victoria Park    |
| 母 エレクトロアート 1986 栗毛   | 母の父*ノーザンテースト Northern Taste 1971 栗毛        | Lady Victoria                | Lady Angela                  |                  |
| 母 エレクトロアート 1986 栗毛   | 母の母*グランマスティーヴンス Grandma Stevens 1977 栗毛 | Lt. Stevens                  | Nantallah                    | Nantallah        |
| 母 エレクトロアート 1986 栗毛   | 母の母*グランマスティーヴンス Grandma Stevens 1977 栗毛 | Lt. Stevens                  | Rough Shod                   |                  |
| 母 エレクトロアート 1986 栗毛   | 母の母*グランマスティーヴンス Grandma Stevens 1977 栗毛 | Dhow                         | Bronze Babu                  | Bronze Babu      |
| 母 エレクトロアート 1986 栗毛   | 母の母*グランマスティーヴンス Grandma Stevens 1977 栗毛 | Dhow                         | Coastal Trade                |                  |
| 母系(F-No.)                     | (FN:8-c)                                                | (FN:8-c)                     | (FN:8-c)                     | [ § 3 ]          |
| 5代内の近親交配                 | Lady Angel 5×4=9.38%（母内）                            | Lady Angel 5×4=9.38%（母内） | Lady Angel 5×4=9.38%（母内） | [ § 4 ]          |
| 出典                            | 1. 2. 3. 4.                                             | 1. 2. 3. 4.                  | 1. 2. 3. 4.                  | 1. 2. 3. 4.      |